# FC Zwolle in het seizoen 1995/96
Het seizoen 1995/1996 was het 85e jaar in het bestaan van de Zwolse voetbalclub FC Zwolle. De club kwam uit in de Eerste divisie en nam ook deel aan het toernooi om de KNVB beker.

## Wedstrijdstatistieken

### Eerste divisie
| 1e speelronde | FC Zwolle                                                                      | 3 – 0 (1 – 0) | Haarlem                                              | Opstelling FC Zwolle: |
| 18 augustus 1995 Aanvangstijd: --:-- uur Plaats: Zwolle Oosterenkstadion Toeschouwers: 2.450 Scheidsrechter: Jack van Hulten           | Lucian Ilie 2' Alfred Knippenberg 74' Milles Reingoud 88'                      |               |                                                      |                       |
| 2e speelronde | RBC                                                                            | 2 – 1 (0 – 0) | FC Zwolle                                            | Opstelling FC Zwolle: |
| 26 augustus 1995 Aanvangstijd: --:-- uur Plaats: Roosendaal Sportpark De Luiten Toeschouwers: 2.000 Scheidsrechter: Eddy Helmstrijd    | Lloyd Kammeron 75' Clyde Tol 90'                                               |               | 58' Milles Reingoud                                  |                       |
| 3e speelronde | FC Zwolle                                                                      | 1 – 1 (0 – 0) | VVV                                                  | Opstelling FC Zwolle: |
| 8 september 1995 Aanvangstijd: --:-- uur Plaats: Zwolle Oosterenkstadion Toeschouwers: 2.800 Scheidsrechter: Fred Sterk                | Arie Smit 86'                                                                  |               | 67' Pol van Boekel                                   |                       |
| 4e speelronde | Telstar                                                                        | 2 – 2 (0 – 1) | FC Zwolle                                            | Opstelling FC Zwolle: |
| 16 september 1995 Aanvangstijd: --:-- uur Plaats: Velsen-Zuid Sportpark Schoonenberg Toeschouwers: 1.886 Scheidsrechter: Ger Buiting   | Youssef Laaroussi 49' Arnold Nijkamp 90'                                       |               | 44' Gregg Berhalter 86' Remco Boere                  |                       |
| 5e speelronde | Dordrecht '90                                                                  | 1 – 1 (1 – 1) | FC Zwolle                                            | Opstelling FC Zwolle: |
| 20 september 1995 Aanvangstijd: --:-- uur Plaats: Dordrecht Stadion Krommedijk Toeschouwers: 1.700 Scheidsrechter: Jerrol Elburg       | Joop Lankhaar 9'                                                               |               | 38' Remco Boere                                      |                       |
| 6e speelronde | FC Zwolle                                                                      | 3 – 1 (2 – 0) | MVV                                                  | Opstelling FC Zwolle: |
| 23 september 1995 Aanvangstijd: --:-- uur Plaats: Zwolle Oosterenkstadion Toeschouwers: 2.950 Scheidsrechter: Hans Reygwart            | Harry Sinkgraven 18' Lucian Ilie 33' Gerald van den Belt 58'                   |               | 63' Roger Knarren                                    |                       |
| 7e speelronde | Excelsior                                                                      | 2 – 0 (0 – 0) | FC Zwolle                                            | Opstelling FC Zwolle: |
| 30 september 1995 Aanvangstijd: --:-- uur Plaats: Rotterdam Stadion Woudestein Toeschouwers: 800 Scheidsrechter: Jaap van Hulten       | Robert Maaskant 63' Marinus Dijkhuizen 76'                                     |               |                                                      |                       |
| 8e speelronde | FC Zwolle                                                                      | 1 – 1 (0 – 1) | Emmen                                                | Opstelling FC Zwolle: |
| 4 oktober 1995 Aanvangstijd: --:-- uur Plaats: Zwolle Oosterenkstadion Toeschouwers: 2.950 Scheidsrechter: Dick van Egmond             | Milles Reingoud 50'                                                            |               | 16' Jan de Jonge                                     |                       |
| 9e speelronde | FC Den Bosch                                                                   | 2 – 1 (1 – 1) | FC Zwolle                                            | Opstelling FC Zwolle: |
| 14 oktober 1995 Aanvangstijd: --:-- uur Plaats: 's-Hertogenbosch Stadion De Vliert Toeschouwers: 3.442 Scheidsrechter: Ad van Meerkerk | Marcel van Helmond 36' Marcel van Helmond 72'                                  |               | 7' Gerald van den Belt                               |                       |
| 10e speelronde | FC Zwolle                                                                      | 1 – 1 (1 – 0) | Cambuur Leeuwarden                                   | Opstelling FC Zwolle: |
| 20 oktober 1995 Aanvangstijd: --:-- uur Plaats: Zwolle Oosterenkstadion Toeschouwers: 4.000 Scheidsrechter: Fred Sterk                 | Arie Smit 36'                                                                  |               | 79' Jan Bruin                                        |                       |
| 11e speelronde | AZ                                                                             | 1 – 0 (1 – 0) | FC Zwolle                                            | Opstelling FC Zwolle: |
| 25 oktober 1995 Aanvangstijd: --:-- uur Plaats: Alkmaar Alkmaarderhout Toeschouwers: 5.045. Scheidsrechter: John Blankenstein          | John Mutsaers 15'                                                              |               |                                                      |                       |
| 12e speelronde | FC Zwolle                                                                      | 2 – 0 (1 – 0) | FC Den Haag                                          | Opstelling FC Zwolle: |
| 28 oktober 1995 Aanvangstijd: --:-- uur Plaats: Zwolle Oosterenkstadion Toeschouwers: 2.650 Scheidsrechter: Eddy Helmstrijd            | Gerald van den Belt 41' Lucian Ilie (pen) 79'                                  |               |                                                      |                       |
| 13e speelronde | SC Heracles '74                                                                | 1 – 0 (1 – 0) | FC Zwolle                                            | Opstelling FC Zwolle: |
| 4 november 1995 Aanvangstijd: --:-- uur Plaats: Almelo Bornsestraat Toeschouwers: 2.177 Scheidsrechter: Eric Braamhaar                 | Hendrie Krüzen 9'                                                              |               |                                                      |                       |
| 14e speelronde | FC Zwolle                                                                      | 5 – 0 (4 – 0) | Helmond Sport                                        | Opstelling FC Zwolle: |
| 17 november 1995 Aanvangstijd: --:-- uur Plaats: Zwolle Oosterenkstadion Toeschouwers: 2.800 Scheidsrechter: Rien Koopman              | Lucian Ilie 5' Jan Bruin 9' Arie Smit 23' Martin Reijnders 29' Lucian Ilie 80' |               |                                                      |                       |
| 15e speelronde | TOP Oss                                                                        | 4 – 1 (1 – 1) | FC Zwolle                                            | Opstelling FC Zwolle: |
| 25 november 1995 Aanvangstijd: --:-- uur Plaats: Oss Sportpark TOP Oss Toeschouwers: 2.186 Scheidsrechter: Peter Oskam                 | Thijs Waterink 16' Edwin de Wijs 47' Edwin de Wijs 69' Jay Driessen 70'        |               | 28' Arie Smit                                        |                       |
| 16e speelronde | FC Zwolle                                                                      | 1 – 1 (0 – 0) | Eindhoven                                            | Opstelling FC Zwolle: |
| 1 december 1995 Aanvangstijd: --:-- uur Plaats: Zwolle Oosterenkstadion Toeschouwers: 2.450 Scheidsrechter: Ad van Meerkerk            | Remco Boere 90'                                                                |               | 74' Sander van Huijksloot                            |                       |
| 17e speelronde | BV Veendam                                                                     | 4 – 1 (1 – 0) | FC Zwolle                                            | Opstelling FC Zwolle: |
| 9 december 1995 Aanvangstijd: --:-- uur Plaats: Veendam De Langeleegte Toeschouwers: 3.312 Scheidsrechter: Ruud Bossen                 | René Alberts 16' René Alberts 58' Bert Zuurman 70' Lesmond Prinsen 83'         |               | 86' Remco Boere                                      |                       |
| 18e speelronde | Haarlem                                                                        | 2 – 0 (2 – 0) | FC Zwolle                                            | Opstelling FC Zwolle: |
| 16 december 1995 Aanvangstijd: --:-- uur Plaats: Haarlem Haarlemstadion Toeschouwers: 1.390 Scheidsrechter: Jerrol Elburg              | Hans van de Haar 13' Chima Onyeike 38'                                         |               |                                                      |                       |
| 19e speelronde | FC Zwolle                                                                      | 3 – 0 (1 – 0) | RBC                                                  | Opstelling FC Zwolle: |
| 22 december 1995 Aanvangstijd: --:-- uur Plaats: Zwolle Oosterenkstadion Toeschouwers: 2.350 Scheidsrechter: Eddy Helmstrijd           | Arjan Magielse (e.d.) 3' Lucian Ilie 76' Remco Boere 85'                       |               |                                                      |                       |
| 20e speelronde | VVV                                                                            | 1 – 1 (1 – 0) | FC Zwolle                                            | Opstelling FC Zwolle: |
| 20 januari 1996 Aanvangstijd: --:-- uur Plaats: Venlo De Koel Toeschouwers: 1.591 Scheidsrechter: John IJkhout                         | Harry Sinkgraven (e.d.) 41'                                                    |               | 73' Lucian Ilie                                      |                       |
| 21e speelronde | MVV                                                                            | 0 – 0         | FC Zwolle                                            | Opstelling FC Zwolle: |
| 10 februari 1996 Aanvangstijd: --:-- uur Plaats: Maastricht De Geusselt Toeschouwers: 1.800 Scheidsrechter: Ger Buiting                |                                                                                |               |                                                      |                       |
| 22e speelronde | FC Zwolle                                                                      | 0 – 1 (0 – 0) | Excelsior                                            | Opstelling FC Zwolle: |
| 23 februari 1996 Aanvangstijd: --:-- uur Plaats: Zwolle Oosterenkstadion Toeschouwers: 1.850 Scheidsrechter: Jerrol Elburg             |                                                                                |               | 67' Marinus Dijkhuizen                               |                       |
| 23e speelronde | Emmen                                                                          | 2 – 1 (0 – 1) | FC Zwolle                                            | Opstelling FC Zwolle: |
| 2 maart 1996 Aanvangstijd: --:-- uur Plaats: Emmen Stadion Meerdijk Toeschouwers: 3.973 Scheidsrechter: Rien Koopman                   | Michel van Oostrum 55' Martin Drent 72'                                        |               | 11' Jan Bruin                                        |                       |
| 24e speelronde | FC Zwolle                                                                      | 0 – 0         | FC Den Bosch                                         | Opstelling FC Zwolle: |
| 8 maart 1996 Aanvangstijd: --:-- uur Plaats: Zwolle Oosterenkstadion Toeschouwers: 2.450 Scheidsrechter: Peter Oskam                   |                                                                                |               |                                                      |                       |
| 25e speelronde | FC Zwolle                                                                      | 0 – 2 (0 – 1) | Dordrecht '90                                        | Opstelling FC Zwolle: |
| 13 maart 1996 Aanvangstijd: --:-- uur Plaats: Zwolle Oosterenkstadion Toeschouwers: 1.700 Scheidsrechter: Ad van Meerkerk              |                                                                                |               | 11' Richard Plug 90' Harry van der Laan              |                       |
| 26e speelronde | Cambuur Leeuwarden                                                             | 1 – 1 (1 – 1) | FC Zwolle                                            | Opstelling FC Zwolle: |
| 16 maart 1996 Aanvangstijd: --:-- uur Plaats: Leeuwarden Cambuurstadion Toeschouwers: 4.500 Scheidsrechter: Ruud Bossen                | René van Rijswijk 24'                                                          |               | 44' Arie Smit                                        |                       |
| 27e speelronde | FC Zwolle                                                                      | 1 – 1 (0 – 1) | AZ                                                   | Opstelling FC Zwolle: |
| 22 maart 1996 Aanvangstijd: --:-- uur Plaats: Zwolle Oosterenkstadion Toeschouwers: 2.650 Scheidsrechter: Wout Schaap                  | Jan Bruin 79'                                                                  |               | 4' John Mutsaers                                     |                       |
| 28e speelronde | FC Zwolle                                                                      | 1 – 3 (1 – 0) | Telstar                                              | Opstelling FC Zwolle: |
| 27 maart 1996 Aanvangstijd: --:-- uur Plaats: Zwolle Oosterenkstadion Toeschouwers: 1.750 Scheidsrechter: Hennie de Graaf              | Johan van den Berg 21'                                                         |               | 52' Robert van Dam 61' Robert van Dam 80' Michel Nok |                       |
| 29e speelronde | FC Den Haag                                                                    | 2 – 0 (0 – 0) | FC Zwolle                                            | Opstelling FC Zwolle: |
| 31 maart 1996 Aanvangstijd: --:-- uur Plaats: Den Haag Zuiderparkstadion Toeschouwers: 1.495 Scheidsrechter: Ger Buiting               | Michel van Deene 75' Gavin Price 78'                                           |               |                                                      |                       |
| 30e speelronde | FC Zwolle                                                                      | 2 – 0 (1 – 0) | SC Heracles '74                                      | Opstelling FC Zwolle: |
| 5 april 1996 Aanvangstijd: --:-- uur Plaats: Zwolle Oosterenkstadion Toeschouwers: 1.950 Scheidsrechter: Jack van Hulten               | Jan Bruin 35' Jan Bruin 55'                                                    |               |                                                      |                       |
| 31e speelronde | Helmond Sport                                                                  | 1 – 2 (1 – 1) | FC Zwolle                                            | Opstelling FC Zwolle: |
| 13 april 1996 Aanvangstijd: --:-- uur Plaats: Helmond Stadion De Braak Toeschouwers: 1.000 Scheidsrechter: Eddy Helmstrijd             | Stefan Santegoeds 41'                                                          |               | 6' Milles Reingoud 86' Arne Slot                     |                       |
| 32e speelronde | FC Zwolle                                                                      | 0 – 0         | TOP Oss                                              | Opstelling FC Zwolle: |
| 19 april 1996 Aanvangstijd: --:-- uur Plaats: Zwolle Oosterenkstadion Toeschouwers: 2.450 Scheidsrechter: Harrie van Beek              |                                                                                |               |                                                      |                       |
| 33e speelronde | Eindhoven                                                                      | 1 – 0 (1 – 0) | FC Zwolle                                            | Opstelling FC Zwolle: |
| 27 april 1996 Aanvangstijd: --:-- uur Plaats: Eindhoven Jan Louwersstadion Toeschouwers: 750 Scheidsrechter: John IJkhout              | Dave de Witt 6'                                                                |               |                                                      |                       |
| 34e speelronde | FC Zwolle                                                                      | 1 – 2 (0 – 2) | BV Veendam                                           | Opstelling FC Zwolle: |
| 5 mei 1996 Aanvangstijd: --:-- uur Plaats: Zwolle Oosterenkstadion Toeschouwers: 1.700 Scheidsrechter: Peter Oskam                     | Jan Bruin 57'                                                                  |               | 19' Harm Drenth 33' Jan Harm Schippers               |                       |

### KNVB beker
| Groepsfase | FC Twente | 5 – 1 (3 – 1)                 | FC Zwolle                                                      | Opstelling FC Zwolle: |
| 13 augustus 1995 Aanvangstijd: --:-- uur Plaats: Enschede Stadion Het Diekman Toeschouwers: 2.000 Scheidsrechter: Jef van Vliet             | Nico-Jan Hoogma 2' Arnold Bruggink 31' Arnold Bruggink 33' Paul Bosvelt 81' Rik Platvoet 90'                           |                               | 22' Bernard Aryee                                              |                       |
| Groepsfase | FC Zwolle | 6 – 1 (6 – 0)                 | Sportclub Enschede                                             | Opstelling FC Zwolle: |
| 23 augustus 1995 Aanvangstijd: --:-- uur Plaats: Zwolle Oosterenkstadion Toeschouwers: 1.200 Scheidsrechter: Kamphuis                       | Milles Reingoud 19' Milles Reingoud 32' Milles Reingoud 34' Martin Reijnders 35' Arie Smit 38' Gerald van den Belt 45' |                               | 53' Jan Bouwhuis                                               |                       |
| Groepsfase | STEVO | 1 – 4 (0 – 3)                 | FC Zwolle                                                      | Opstelling FC Zwolle: |
| 30 augustus 1995 Aanvangstijd: --:-- uur Plaats: Geesteren Sportpark STEVO Toeschouwers: 1.000 Scheidsrechter: Patrick Gerritsen            | Patrick Bosch 72' |                               | 39' Arie Smit 41' Arie Smit 45' Martin Reijnders 51' Arie Smit |                       |
| 16e finale | TOP Oss | 1 – 2 (0 – 1)                 | FC Zwolle                                                      | Opstelling FC Zwolle: |
| 28 november 1995 Aanvangstijd: --:-- uur Plaats: Oss Stadion FC Oss Toeschouwers: n.n.b. Scheidsrechter: n.n.b.                             | Thijs Waterink (pen) 57'                                                                                               |                               | 12' Lucian Ilie 75' Milles Reingoud                            |                       |
| Achtste finale | Roda JC | 1 – 1 n.v. (0 – 1)            | FC Zwolle                                                      | Opstelling FC Zwolle: |
| 24 januari 1996 Aanvangstijd: --:-- uur Plaats: Kerkrade Gemeentelijk Sportpark Kaalheide Toeschouwers: 3.250 Scheidsrechter: Jef van Vliet | Richard Roelofsen 84'                                                                                                  | Roda JC wint na strafschoppen | 27' Jan Bruin                                                  |                       |

## Selectie en technische staf

### Selectie 1995/96
| Nr.           | Nat.               | Naam                | Competitie | Competitie | Beker      | Beker      | Totaal     | Totaal     | Contract   | Seizoen    | Vorige club           | Debuut     |            |            |
| Nr.           | Nat.               | Naam                | W          |            | W          |            | W          |            | Contract   | Seizoen    | Vorige club           | Debuut     |            |            |
| Doelmannen    | Doelmannen         | Doelmannen          | Doelmannen | Doelmannen | Doelmannen | Doelmannen | Doelmannen | Doelmannen | Doelmannen | Doelmannen | Doelmannen            | Doelmannen | Doelmannen | Doelmannen |
| ------------- | ------------------ | ------------------- | ---------- | ---------- | ---------- | ---------- | ---------- | ---------- | ---------- | ---------- | --------------------- | ---------- | ---------- | ---------- |
| -             | Vlag van Nederland | Henk Timmer         | 33         | 0          | 0          | 0          | 33         | 0          | –          | 7e         | Jeugd                 | -          |            |            |
| Verdedigers   |                    |                     |            |            |            |            |            |            |            |            |                       |            |            |            |
| -             | Vlag van Nederland | Johan van den Berg  | -          | 1          | 0          | 0          | -          | 1          | -          | 2e         | Jeugd                 | -          |            |            |
| -             | Vlag van Nederland | Gregg Berhalter     | -          | 1          | 0          | 0          | -          | 1          | -          | 2e         | North Carolina (V.S.) | -          |            |            |
| -             | Vlag van Nederland | Claus Boekweg       | 32         | 0          | 0          | 0          | 32         | 0          | –          | 1e         | FC Groningen          | -          |            |            |
| -             | Vlag van Nederland | Albert van der Haar | 26         | 0          | 0          | 0          | 26         | 0          | –          | 2e         | Jeugd                 | -          |            |            |
| -             | Vlag van Nederland | Björn Meeuwsse      | 23         | 0          | 0          | 0          | 23         | 0          | –          | 1e         | FC Hilversum          | -          |            |            |
| -             | Vlag van Nederland | Björn Raven         | 17         | 0          | 0          | 0          | 17         | 0          | –          | 1e         | PSV                   | -          |            |            |
| Middenvelders |                    |                     |            |            |            |            |            |            |            |            |                       |            |            |            |
| -             | Vlag van Ghana     | Bernard Aryee       | –          | –          | 0          | 1          | 0          | 1          | Huur       | 1e         | AZ                    | -          |            |            |
| -             | Vlag van Nederland | Gerald van den Belt | 29         | 3          | 0          | 1          | 29         | 4          | –          | 1e         | Jeugd                 | -          |            |            |
| -             | Vlag van Roemenië  | Lucian Ilie         | 34         | 7          | 0          | 1          | 34         | 8          | –          | 1e         | BV Veendam            | -          |            |            |
| -             | Vlag van Nederland | Alfred Knippenberg  | 15         | 1          | 0          | 0          | 15         | 1          | –          | 1e         | VVV-Venlo             | -          |            |            |
| -             | Vlag van Nederland | Milles Reingoud     | 24         | 4          | 0          | 4          | 24         | 8          | –          | 2e         | PSV                   | -          |            |            |
| -             | Vlag van Nederland | Marco Roelofsen     | 0          | 0          | 0          | 0          | 0          | 0          | –          | 1e         | sc Heerenveen         | -          |            |            |
| -             | Vlag van Nederland | Harry Sinkgraven    | 29         | 1          | 0          | 0          | 29         | 1          | –          | 3e         | Cambuur Leeuwarden    | -          |            |            |
| -             | Vlag van Nederland | Arne Slot           | 14         | 1          | 1          | 0          | 15         | 1          | –          | 1e         | Jeugd                 | -          |            |            |
| -             | Vlag van Nederland | Jan Wicher Vellinga | 6          | 0          | 0          | 0          | 6          | 0          | –          | 1e         | Jeugd                 | -          |            |            |
| Aanvallers    |                    |                     |            |            |            |            |            |            |            |            |                       |            |            |            |
| -             | Vlag van Nederland | Remco Boere         | 15         | 5          | 0          | 0          | 15         | 5          | –          | 4e         | Gil Vicente FC        | -          |            |            |
| -             | Vlag van Nederland | Jan Bruin           | 22         | 6          | 0          | 1          | 22         | 7          | –          | 1e         | Cambuur Leeuwarden    | -          |            |            |
| -             | Vlag van Nederland | Martin Reijnders    | 13         | 1          | 0          | 2          | 13         | 3          | –          | 7e         | Jeugd                 | -          |            |            |
| -             | Vlag van Nederland | Arie Smit           | 32         | 5          | 0          | 4          | 32         | 9          | –          | 2e         | Jeugd                 | -          |            |            |
| Nr.           | Nat.               | Naam                | W          |            | W          |            | W          |            | Contract   | Seizoen    | Vorige club           | Debuut     |            |            |
| Nr.           | Nat.               | Naam                | Competitie | Competitie | Beker      | Beker      | Totaal     | Totaal     | Contract   | Seizoen    | Vorige club           | Debuut     |            |            |

### Technische staf
| Naam            | Functie      |
| --------------- | ------------ |
| Piet Schrijvers | Hoofdtrainer |

## Statistieken FC Zwolle 1995/1996

### Eindstand FC Zwolle in de Nederlandse Eerste divisie 1995 / 1996
| Stand | Gespeeld | Gewonnen | Gelijk | Verloren | Punten | Doelpunten voor | Doelpunten tegen | Gele kaarten | Rode kaarten |
| ----- | -------- | -------- | ------ | -------- | ------ | --------------- | ---------------- | ------------ | ------------ |
| 14e   | 34       | 7        | 12     | 15       | 33     | 37              | 42               | –            | –            |

### Topscorers
| #              | Naam                 | Goal |
| -------------- | -------------------- | ---- |
| 1.             | Lucian Ilie          | 7    |
| 2.             | Jan Bruin            | 6    |
| 3.             | Remco Boere          | 5    |
| 3.             | Arie Smit            | 5    |
| 5.             | Milles Reingoud      | 4    |
| 6.             | Gerald van den Belt  | 3    |
| 7.             | Johan van den Berg   | 1    |
| 7.             | Gregg Berhalter      | 1    |
| 7.             | Alfred Knippenberg   | 1    |
| 7.             | Martin Reijnders     | 1    |
| 7.             | Harry Sinkgraven     | 1    |
| 7.             | Arne Slot            | 1    |
| Eigen doelpunt |                      |      |
| –              | Arjan Magielse (RBC) | 1    |
| Totaal         | Totaal               | 37   |

| #      | Naam                | Goal |
| ------ | ------------------- | ---- |
| 1.     | Milles Reingoud     | 4    |
| 1.     | Arie Smit           | 4    |
| 3.     | Martin Reijnders    | 2    |
| 4.     | Bernard Aryee       | 1    |
| 4.     | Gerald van den Belt | 1    |
| 4.     | Jan Bruin           | 1    |
| 4.     | Lucian Ilie         | 1    |
| Totaal | Totaal              | 14   |

### Kaarten
| #      | Naam        |   |
| ------ | ----------- | - |
| 1.     | Naam speler | - |
| Totaal | Totaal      | - |

| #      | Naam        |   |
| ------ | ----------- | - |
| 1.     | Naam speler | - |
| Totaal | Totaal      | - |

| #      | Naam        |   |
| ------ | ----------- | - |
| 1.     | Naam speler | - |
| Totaal | Totaal      | - |

### Punten per speelronde
| Speelronde | 1 | 2 | 3 | 4 | 5 | 6 | 7 | 8 | 9 | 10 | 11 | 12 | 13 | 14 | 15 | 16 | 17 | 18 | 19 | 20 | 21 | 22 | 23 | 24 | 25 | 26 | 27 | 28 | 29 | 30 | 31 | 32 | 33 | 34 |
| ---------- | - | - | - | - | - | - | - | - | - | -- | -- | -- | -- | -- | -- | -- | -- | -- | -- | -- | -- | -- | -- | -- | -- | -- | -- | -- | -- | -- | -- | -- | -- | -- |
| Punten     | 3 | 0 | 1 | 1 | 1 | 3 | 0 | 1 | 0 | 1  | 0  | 3  | 0  | 3  | 0  | 1  | 0  | 0  | 3  | 1  | 1  | 0  | 0  | 1  | 0  | 1  | 1  | 0  | 0  | 3  | 1  | 3  | 0  | 0  |

### Punten na speelronde
| Speelronde | 1 | 2 | 3 | 4 | 5 | 6 | 7 | 8  | 9  | 10 | 11 | 12 | 13 | 14 | 15 | 16 | 17 | 18 | 19 | 20 | 21 | 22 | 23 | 24 | 25 | 26 | 27 | 28 | 29 | 30 | 31 | 32 | 33 | 34 |
| ---------- | - | - | - | - | - | - | - | -- | -- | -- | -- | -- | -- | -- | -- | -- | -- | -- | -- | -- | -- | -- | -- | -- | -- | -- | -- | -- | -- | -- | -- | -- | -- | -- |
| Punten     | 3 | 3 | 4 | 5 | 6 | 9 | 9 | 10 | 10 | 11 | 11 | 14 | 14 | 17 | 17 | 18 | 18 | 18 | 21 | 22 | 23 | 23 | 23 | 24 | 24 | 25 | 26 | 26 | 26 | 29 | 30 | 33 | 33 | 33 |

### Stand na speelronde
| Speelronde | 1  | 2  | 3  | 4   | 5   | 6  | 7  | 8  | 9   | 10  | 11  | 12  | 13  | 14  | 15  | 16  | 17  | 18  | 19  | 20  | 21  | 22  | 23  | 24  | 25  | 26  | 27  | 28  | 29  | 30  | 31  | 32  | 33  | 34  |
| ---------- | -- | -- | -- | --- | --- | -- | -- | -- | --- | --- | --- | --- | --- | --- | --- | --- | --- | --- | --- | --- | --- | --- | --- | --- | --- | --- | --- | --- | --- | --- | --- | --- | --- | --- |
| Stand      | 1e | 9e | 9e | 10e | 10e | 7e | 8e | 9e | 10e | 11e | 12e | 10e | 11e | 11e | 11e | 11e | 13e | 14e | 12e | 13e | 12e | 14e | 14e | 13e | 13e | 13e | 13e | 14e | 14e | 14e | 14e | 14e | 14e | 14e |

### Doelpunten per speelronde
| Speelronde | 1 | 2 | 3 | 4 | 5 | 6 | 7 | 8 | 9 | 10 | 11 | 12 | 13 | 14 | 15 | 16 | 17 | 18 | 19 | 20 | 21 | 22 | 23 | 24 | 25 | 26 | 27 | 28 | 29 | 30 | 31 | 32 | 33 | 34 | Totaal |
| ---------- | - | - | - | - | - | - | - | - | - | -- | -- | -- | -- | -- | -- | -- | -- | -- | -- | -- | -- | -- | -- | -- | -- | -- | -- | -- | -- | -- | -- | -- | -- | -- | ------ |
| Doelpunten | 3 | 1 | 1 | 2 | 1 | 3 | 0 | 1 | 1 | 1  | 0  | 2  | 0  | 5  | 1  | 1  | 1  | 0  | 3  | 1  | 0  | 0  | 1  | 0  | 0  | 1  | 1  | 1  | 0  | 2  | 0  | 2  | 0  | 1  | 37     |